# John Keller (basketballer)
John Frederick Keller (Page City, 10 november 1928 – Great Bend, 6 oktober 2000) was een Amerikaans basketballer. Hij won met het Amerikaans basketbalteam de gouden medaille op de Olympische Zomerspelen 1952.
Keller speelde voor het team van de Universiteit van Kansas. Tijdens de Olympische Spelen speelde hij 2 wedstrijden. Gedurende deze wedstrijden scoorde hij 3 punten.
Na zijn carrière als speler was hij werkzaam als leraar en coach.